# Орден Саурской революции
Орден Саурской революции (или орден Апрельской революции) — награда Демократической Республики Афганистан, учреждённая в честь победы в Апрельской революции, закончившейся свержением режима Мухаммеда Дауда и приходом к власти Народно-демократической партии Афганистана.

## Статут ордена
Орден Саурской революции был учреждён Указом Президиума Революционного Совета ДРА от 24 декабря 1980 года, как награда за особые заслуги в революции, защите Родины, укреплении нового общественно-политического и экономического строя, развитии братской дружбы всех национальностей, народностей и племён, проживающих в Афганистане, международном сотрудничестве и укреплении мира.
Вместе с тем, данная награда не была включена в новую официальную наградную систему страны: в Законе «О наградах Демократической Республики Афганистан» от 24 декабря 1980 года орден Саурской революции не упоминался.
Таким образом, Орден Саурской (Апрельской) революции фактически являлся не государственной, а «революционной» наградой правящей политической партии.

## История
Существовало два типа этой награды, различающихся как по внешнему виду знака, так и цветами ленты.

### Первый тип
Первый вариант ордена по заказу правительства Тараки был изготовлен в СССР в 1979 году (ещё до утверждения награды) в количестве 1000 экземпляров.
Знак ордена представлял собой прямоугольную металлическую пластину, в центре которой на красном эмалевом фоне находилось рельефное позолоченное изображение герба ДРА 1978 года (венок из колосьев, перевитый красной лентой, с золотой пятиконечной звездой вверху и надписью Хальк — перс. لق‎ — «народ» — посередине), обрамлённое золотыми штралами. На плоской оборотной стороне знака имелись две рельефные надписи (дугообразная и вдоль нижнего края) на языке фарси.
При помощи расположенного в верхней части знака круглого ушка и кольца орден прикреплялся к пятиугольной колодке, покрытой шёлковой муаровой лентой красного цвета с тремя узкими жёлтыми полосами посередине.
После учреждения ордена, знак первого типа был вручён не более, чем 130 награждённым в 1980 году.

### Второй тип
В связи с изменением в 1980 году государственной символики ДРА, правительство Бабрака Кармаля прекратило вручение ордена первого типа (содержавшего, к тому же, название бывшей фракции НДПА «Хальк», отстранённой от власти). С 1981 года награждённым вручался знак другой формы, разработанный по типу советских орденов, с новой лентой на колодке.
Знак ордена представлял собой окаймлённую выступающим ободком и покрытую тёмно-красной эмалью пятиконечную звезду, между лучами которой расположены серебристые штралы, с вписанным в неё голубым кругом, внутри которого сверху помещено рельефное позолоченное изображение герба ДРА 1980 года (с раскрытой книгой, восходящим солнцем и аркой мечети), ниже — наклонённые к краям и образующие древками литеру V флаги: слева — красный флаг НДПА, справа — чёрно-красно-зелёный государственный флаг 1980 года, под которыми (параллельно нижней дуге круга) выпусклая надпись «Саурская революция». На оборотной стороне рельефная надпись в одну строку (все надписи на языке фарси).
При помощи расположенного в верхней части знака круглого ушка и кольца орден прикреплялся к пятиугольной колодке, покрытой шёлковой муаровой лентой красного цвета с семью узкими зелёными полосами посередине.
Орден второго типа вручался с 1981 года на протяжении всего официального нахождения у власти НДПА.
| Планка до 1981 года | Планка с 1981 года |
|                     |                    |

## Награждённые
См. также: Категория:Кавалеры ордена Саурской революции
Кроме видных политических деятелей Афганистана (в том числе, Бабрака Кармаля), награды был удостоен ряд советских военачальников — маршалы Советского Союза С. Ф. Ахромеев, С. Л. Соколов, генерал армии В. И. Варенников.